# Konspirační teorie o smrti Paula McCartneyho

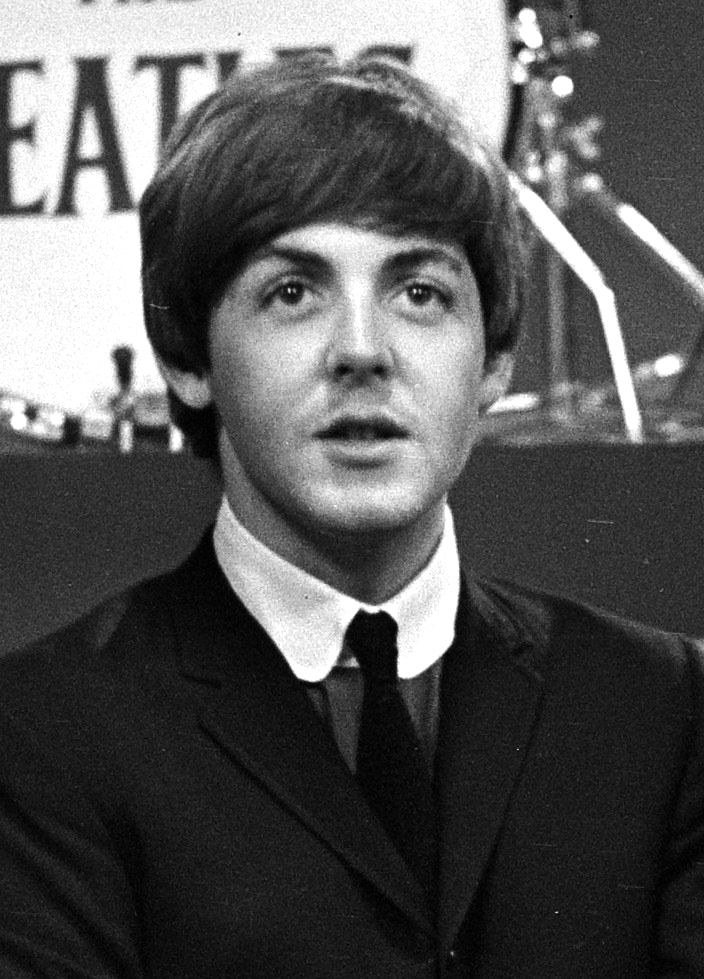
Paul McCartney v roce 1964.

Paul is dead (česky Paul je mrtvý) je městská legenda a konspirační teorie, která tvrdí, že anglický hudebník Paul McCartney ze skupiny The Beatles zemřel 9. listopadu 1966 a byl tajně nahrazen dvojníkem. Tato fáma se začala šířit v roce 1967 a široké popularity dosáhla v září 1969 po zprávách z amerických univerzitních kampusů.
Podle této teorie či fámy McCartney zemřel při autonehodě, a aby ušetřili veřejnost zármutku, nahradili ho přeživší členové Beatles McCartneyho dvojníkem, přičemž toto tajemství následně sdělovali prostřednictvím nenápadných detailů na svých albech. Zastánci vnímali stopy mezi prvky písní Beatles a obaly; lovení stop se ukázalo jako nakažlivé a do října 1969 se stalo mezinárodním fenoménem. Fámy poklesly poté, co časopis Life v listopadu 1969 zveřejnil rozhovor s McCartneym.
Fenomén byl v 70. letech předmětem analýz v oborech sociologie, psychologie a komunikace. McCartney tento hoax parodoval názvem a obalem svého alba Paul Is Live z roku 1993. Podle časopisu Time byla legenda v roce 2009 zařazena mezi deset „nejtrvalejších konspiračních teorií světa“.

## Premisa
Zastánci této teorie tvrdili, že 9. listopadu 1966 se McCartney během nahrávání alba Sgt. Pepper pohádal se svými spoluhráči a rozzlobeně odjel autem, přičemž ho vyrušila metařka („Lovely Rita“), nevšiml si, že se změnila světelná signalizace („A Day In The Life“), havaroval a byl dekapitován („Don't Pass Me By“). Byl uspořádán Paulův pohřební obřad, na kterém pronesli smuteční řeči George („Blue Jay Way“) a Ringo („Don't Pass Me By“), následoval průvod (obálka Abbey Road) a Lennon jako kněz sloužil jeho pohřeb a pohřbil ho (údajný výrok „I Buried Paul“ ve skladbě Strawberry Fields Forever). Aby ušetřili veřejnost zármutku, nebo prostě z legrace, nahradili ho přeživší Beatles vítězem soutěže o McCartneyho dvojníka. Tento scénář byl usnadněn nedávným odchodem Beatles z živého vystupování a jejich rozhodnutím prezentovat se novou image pro své další album Sgt. Pepper's Lonely Hearts Club Band (které se začalo nahrávat později téhož měsíce).
Podle LaBourova vyprávění byl náhradníkem „sirotek z Edinburghu jménem William Campbell“, kterého Beatles poté vycvičili, aby se vydával za McCartneyho. Jiní tvrdili, že se muž jmenoval William Shears Campbell, později zkráceně Billy Shears, a záměna byla iniciována britskou MI5 z obav před těžkým utrpením, které by McCartneyho smrt způsobila publiku Beatles. Podle tohoto posledního vyprávění se prý přeživší Beatles trápili pocitem viny ze své dvojí lži, a proto zanechali ve své hudbě a na obalech alb vzkazy, aby svým fanouškům sdělili pravdu.
Fanoušci a příznivci teorie o McCartneyho smrti identifikovali desítky domnělých stop. Patří mezi ně vzkazy vnímané při poslechu písní přehrávaných pozpátku a symbolické interpretace textů i obrázků na obalech alb. Dvěma často uváděnými příklady jsou domněnky, že slova „I buried Paul“ vyslovil Lennon v závěrečné části písně Strawberry Fields Forever, kterou Beatles nahráli v listopadu a prosinci 1966. Lennon později řekl, že tato slova byla ve skutečnosti „Cranberry sauce“ (česky „brusinková omáčka“). Také slova „number nine, number nine“ v písni Revolution 9 se při přehrávání pozpátku stala „turn me on, dead man, turn me on, dead man“. Podobným obrácením na konci písně „I'm So Tired“ vzniklo „Paul is dead man, miss him, miss him, miss him...“
Dalším příkladem je interpretace obalu alba Abbey Road jako vyobrazení pohřebního průvodu: John Lennon v bílém obleku představuje kněze, Ringo Starr v černém obleku zřízence pohřebního ústavu, McCartney, bosý a mimo ostatní, symbolizuje mrtvolu a George Harrison v džínách na konci průvodu představuje hrobníka. Jako další „důkaz “byla označena poznávací značka bílého Volkswagenu Brouk na přebalu obsahující znaky LMW 281F, které byly chybně přečteny jako 28IF. „28IF “představovalo McCartneyho věk, kdyby byl ještě naživu (ačkoli McCartneymu bylo v době nahrávání a vydání alba 27 let), zatímco „LMW “znamenalo „Linda McCartney pláče“ (anglicky Linda McCartney weeps) nebo „Linda McCartney, vdova“" (Linda McCartney, widow). McCartney a tehdejší Linda Eastmanová se však v roce 1966, tedy v roce Paulovy údajné smrti, ještě nesetkali. To, že levák McCartney držel v pravé ruce cigaretu, prý také podporovalo myšlenku, že jde o podvodníka.

## Počátky
Na začátku roku 1967 se v Londýně rozšířila fáma, že Paul McCartney zahynul 7. ledna při dopravní nehodě, když jel po dálnici M1. Tato fáma byla ukázána a vyvrácena v únorovém čísle časopisu The Beatles Book. McCartney se o ní údajně zmínil na tiskové konferenci konané u příležitosti vydání alba Sgt. Pepper's Lonely Hearts Club Band v květnu téhož roku. V roce 1967 už byli Beatles známí tím, že do své hudby občas zařazovali backmasking. Analyzování jejich textů kvůli skrytému významu se stalo populárním trendem i v USA. V listopadu 1968 vyšlo jejich dvojalbum (známé také jako bílé album), které obsahovalo skladbu Glass Onion. John Lennon píseň napsal v reakci na bláboly (v angličtině gobbledygooks), které se říkaly o albu Sgt. Pepper. V pozdějším rozhovoru řekl, že záměrně mátl posluchače verši jako „mrož byl Paul“ (měl to být odkaz na jeho píseň I Am the Walrus z EP a alba Magical Mystery Tour z roku 1967).
Dne 17. září 1969 zveřejnil Tim Harper, redaktor Drake Times-Delphic, studentských novin Drake University v Des Moines ve státě Iowa, článek s názvem „Je brouk Paul McCartney mrtvý?“ („Is beatle Paul McCartney dead?“). Článek se zabýval fámou, která kolovala na univerzitní půdě a která uváděla indicie z posledních alb Beatles, včetně vzkazu interpretovaného jako „Turn me on, dead man“, který je slyšet při přehrávání skladby Revolution 9 z bílého alba pozpátku. Odkazovalo se také na zadní obal alba Sgt. Pepper, kde jsou všichni Beatles kromě McCartneyho vyfotografováni čelem k divákovi, a na přední obal alba Magical Mystery Tour, na němž je jeden neidentifikovaný člen kapely vyobrazen v obleku jiné barvy než ostatní tři. Podle hudebního novináře Merrella Nodena byl Harper's Drake Times-Delphic první, kdo publikoval článek o této teorii. Harper později uvedl, že se stala předmětem diskusí mezi studenty na začátku nového akademického roku, a dodal: „Mnoho z nás bylo kvůli Vietnamu a takzvanému establishmentu připraveno, ochotno a schopno uvěřit téměř jakémukoli spiknutí.“
Koncem září 1969 vydali Beatles album Abbey Road, protože se právě rozpadali. Dne 10. října téhož roku tiskový mluvčí Beatles Derek Taylor na tuto fámu reagoval prohlášením: „V poslední době dostáváme záplavu dotazů, které se týkají zpráv o tom, že Paul je mrtvý. Takové dotazy samozřejmě dostáváme už léta, ale v posledních týdnech je dostáváme v kanceláři i doma ve dne v noci. Dokonce mi telefonují diskžokejové a další lidé ze Spojených států.“ V tomto období se McCartney cítil izolovaný od svých spoluhráčů, když nesouhlasil s jejich volbou obchodního manažera Allena Kleina, a byl rozrušený Lennonovým soukromým oznámením, že skupinu opouští. Po narození dcery Mary koncem srpna se McCartney stáhl do ústraní, aby se mohl soustředit na rodinný život. Dne 22. října, v den, kdy se tato konspirační teorie dostala do mezinárodního povědomí, McCartney, jeho žena Linda a jejich dvě dcery odcestovali do Skotska, aby strávili čas na jeho farmě poblíž Campbeltownu.

## Vzestup teorie
Dne 12. října 1969 řekl volající do detroitské rozhlasové stanice WKNR-FM diskžokejovi Russu Gibbovi o této fámě a jejích stopách. Gibb a další volající pak o fámě diskutovali ve vysílání následující hodinu, během níž Gibb nabídl další možné stopy. O dva dny později zveřejnil deník The Michigan Daily satirickou recenzi na Abbey Road od studenta Michiganské univerzity Freda LaBoura, který si výměnu názorů v Gibbově pořadu vyslechl, pod titulkem „McCartney mrtev; nové důkazy vyneseny na světlo“. Na obalech alb Beatles, zejména na obalu Abbey Road, identifikoval různé indicie k McCartneyho údajné smrti. LaBour později uvedl, že si mnoho stop vymyslel, a byl překvapen, když příběh převzaly noviny po celých Spojených státech. Noden píše, že „velmi brzy měl každý univerzitní kampus, každá rozhlasová stanice svého rezidentního experta.“ WKNR tuto fámu dále podnítila svým dvouhodinovým pořadem The Beatle Plot, který se poprvé vysílal 19. října 1969. Ačkoliv byl tento pořad označen za „neslavný“, „podvod “a „výsměch“, Gibbovi a samotné stanici přinesl obrovskou celosvětovou publicitu.
Příběh brzy převzaly i mainstreamovější rozhlasové stanice v oblasti New Yorku, WMCA a WABC. Dne 21. října v ranních hodinách diskutoval diskžokej WABC Roby Yonge o této fámě ve vysílání více než hodinu, než byl stažen z vysílání kvůli porušení formátu. Signál WABC v tu noční dobu pokrýval širokou posluchačskou oblast a byl slyšet ve 38 státech USA a občas i v dalších zemích. Ačkoli tisková kancelář Beatles fámu popřela, McCartneyho netypické stažení z veřejného života přispělo k její eskalaci. Vin Scelsa, studentský hlasatel v roce 1969, později uvedl, že eskalace svědčí o kontrakulturním vlivu Boba Dylana, Beatles a Rolling Stones, neboť: „Každá jejich píseň - počínaje zhruba koncem roku 1966 - se stala osobním poselstvím, hodným nekonečného zkoumání... byly to návody, jak žít svůj život.“
Dne 23. října vyslala WMCA Alexe Bennetta do sídla Apple Corps v Londýně, aby pokračoval v rozsáhlém zpravodajství o konspirační teorii. Ringo Starr zde Bennettovi řekl: „Pokud tomu lidé budou věřit, tak tomu budou věřit. Já můžu jen říct, že to není pravda.“ V rozhlasovém rozhovoru s Johnem Smallem z WKNR Lennon řekl, že tato fáma je „šílená“, ale pro album Abbey Road je to dobrá reklama. O halloweenské noci roku 1969 vysílala stanice WKBW v Buffalu ve státě New York pořad s názvem Paul McCartney Is Alive and Well - Maybe (česky Paul McCartney je živý a zdravý - možná), který analyzoval texty písní Beatles a další indicie. DJové WKBW dospěli k závěru, že celá teorie byla vymyšlena Lennonem.
Do konce října 1969 vyšlo několik nahrávek, které využily fenoménu McCartneyho údajného skonu: „The Ballad of Paul“ skupiny Mystery Tour, „Brother Paul“ Billyho Shearse a skupiny All Americans, „So Long Paul“ Werbleyho Finstera, což byl pseudonym José Feliciana, a „We're All Paul Bearers (Parts One and Two)“ skupiny Zacharias and His Tree People. Další písní byla „Saint Paul“ od Terryho Knighta, která se v červnu téhož roku stala menším hitem a následně ji rozhlasové stanice převzaly jako poctu „zesnulému Paulu McCartneymu.“ Coververze písně „Saint Paul“" novozélandského zpěváka Shanea se dostala na vrchol tamní singlové hitparády. Podle zprávy v časopise Billboard ze začátku listopadu plánovala společnost Shelby Singleton Productions vydat dokumentární LP s rozhlasovými segmenty pojednávajícími o tomto fenoménu. V Kanadě využila společnost Polydor Records této fámy v obalu pro album Very Together, přebal předslavnostních nahrávek Beatles s Tony Sheridanem, kde použila obal, na němž byly zobrazeny čtyři svíčky, z nichž jedna byla právě zhasnuta.

## Konec legendy
Dne 21. října 1969 vydala tisková kancelář Beatles opět prohlášení, v němž tuto fámu popřela, označila ji za „snůšku starých nesmyslů“ a uvedla, že „tato historka koluje už asi dva roky - dostáváme dopisy od nejrůznějších bláznů, ale Paul je stále s námi.“ O tři dny později poskytl Paul McCartney rozhovor reportéru rozhlasové stanice BBC Chris Drakemu na své farmě. McCartney uvedl, že tyto spekulace jsou pochopitelné, vzhledem k tomu, že běžně dělá „jeden rozhovor týdně“, jen aby si zajistil, že zůstane ve zprávách. Dne 26. října byla část rozhovoru poprvé odvysílána na stanici Radio 4 a následně v americkém vysílání WMCA. Podle autora Johna Winna McCartney k rozhovoru svolil „v naději, že lidé, kteří uslyší jeho hlas, prozřou,“ avšak tento trik selhal.
McCartneyho tajně natáčel štáb CBS News, když pracoval na své farmě. Stejně jako v jeho a Lindině segmentu v propagačním klipu Beatles k písni „Something“", který dvojice natáčela v soukromí přibližně v této době, byl McCartney neoholený a vypadal nezvykle zanedbaně. Jeho dalšími návštěvníky byli reportér a fotograf z časopisu Life. Rozčilený z jejich vniknutí dvojici nadával, hodil na ně kbelík s vodou a byl zachycen na videu, jak se pokouší fotografa udeřit. V obavě, že fotografie poškodí jeho image, McCartney poté přistoupil k dvojici a souhlasil, že zapózuje pro fotografii se svou rodinou a odpoví na reportérovy otázky výměnou za svitek filmu obsahující inkriminované snímky. Rodinný portrét použitý pro obálku časopisu Life již neukazuje McCartneyho „ošuntěle oblečeného“, ale „čistě oholeného a ležérně, ale elegantně oblečeného.“

Po zveřejnění článku a fotografie ve vydání ze 7. listopadu začaly tyto zvěsti upadat. V rozhovoru byl McCartney citován, jak říká:
| „                                 | Možná se to začalo povídat proto, že se o mně v poslední době v tisku moc nepíše. Za celý život jsem toho v tisku udělal dost a v poslední době nemám co říct. Jsem šťastný, že mohu být se svou rodinou, a když budu pracovat, budu pracovat. Deset let jsem byl zapnutý a nikdy jsem nevypnul. Teď vypínám, kdykoli můžu. Raději bych byl v těchto dnech méně slavný | “ |
| — Paul McCartney pro časopis Life | |   |

## Důsledky
V listopadu 1969 hlásili prodejní manažeři Capitol Records výrazný nárůst prodeje katalogových alb Beatles, který byl přičítán této fámě. Rocco Catena, viceprezident Kapitolu pro národní merchandising, odhadl, že „toto bude největší měsíc v historii, pokud jde o prodej Beatles.“ Fáma prospěla komerčním výsledkům Abbey Road v USA, kde pohodlně překonala všechna předchozí alba skupiny. Alba Sgt. Pepper a Magical Mystery Tour, které byly od února mimo hitparády, se znovu dostaly do žebříčku Billboard Top LPs, kde se umístily na 101., resp. 109. místě.
Dne 30. listopadu 1969 byl na newyorské televizní stanici WOR odvysílán televizní speciál věnovaný tomuto tématu nazvaný Paul McCartney: The Complete Story, Told for the First and Last Time (česky Paul McCartney: Kompletní příběh, vyprávěný poprvé a naposledy), který se odehrával v soudní síni a moderoval jej právník celebrit F. Lee Bailey, který vyslýchal LaBoura, Gibba a další zastánce teorie a vyslechl si protichůdné názory „svědků“, jako byl McCartneyho přítel Peter Asher a Allen Klein. Závěr nechal Bailey na divákovi. Před nahráváním LaBour Baileymu řekl, že jeho článek byl zamýšlen jako vtip, na což Bailey povzdechl a odpověděl: „No, máme před sebou hodinu televizního vysílání, budete se s tím muset smířit.“
McCartney se v prosinci vrátil do Londýna. Posílen Lindinou podporou začal ve svém domě v St John's Wood nahrávat své debutové sólové album, které nazval McCartney a nahrál bez vědomí svých spoluhráčů, podle autora Nicholase Schaffnera bylo až do krátkého vydání v dubnu 1970 „jedním z nejlépe střežených tajemství v rockové historii“ a vedlo k oznámení rozpadu Beatles. V Lennonově písni How Do You Sleep? z roku 1971 Lennon označil teoretiky za „blázny“, kteří měli „pravdu, když říkali, že jsi mrtvý.“ Fáma byla také citována v mystifikaci kolem kanadské skupiny Klaatu, poté, co v lednu 1977 recenze jejich debutového alba 3:47 EST vyvolala zvěsti, že skupina je ve skutečnosti Beatles.
LaBour se později proslavil jako baskytarista western swingové skupiny Riders in the Sky, kterou spoluzaložil v roce 1977. V roce 2008 žertoval, že jeho úspěch jako hudebníka prodloužil jeho patnáct minut slávy za účast na fámě na „sedmnáct minut.“ V roce 2015 řekl deníku The Detroit News, že je stále pravidelně kontaktován příznivci konspiračních teorií, kteří se mu pokoušejí předložit údajný nový vývoj fám o sobě.

## Analýzy a dědictví
Autor Peter Doggett píše, že ačkoli teorie odporuje logice, její popularita byla pochopitelná v atmosféře, kdy občané čelili konspiračním teoriím, podle nichž byl atentát na prezidenta Johna F. Kennedyho v roce 1963 ve skutečnosti státním převratem. Schaffner uvedl, že vzhledem k tomu, že teorie vznikla jako drb a intrika vyvolaná vybranou skupinou „kultu Beatles“ slouží jako „skutečná lidová pohádka éry masové komunikace.“ Teorii označil také za „nejmonumentálnější mystifikaci od dob, kdy vysílání filmu Válka světů Orsona Wellese přesvědčilo tisíce panikařících obyvatel New Jersey, že v blízkosti jsou marťanští vetřelci.“ Ian MacDonald ve své knize Revoluce v hlavě uvádí, že Beatles byli částečně zodpovědní za tento fenomén díky začleňování „náhodných textů a efektů“, zejména ve skladbě Glass onion z bílého alba, v níž Lennon vybízel k lovení stop tím, že do ní zahrnul odkazy na jiné písně skupiny. MacDonald jej řadí do skupiny „psychických epidemií“, které byly podpořeny užíváním halucinogenních drog rockovým publikem a které se vystupňovaly s vražednou interpretací bílého alba Charlesem Mansonem a nábožensky motivovanou vraždou Lennona Markem Davidem Chapmanem v roce 1980.
V sedmdesátých letech se tento fenomén stal v Americe předmětem akademického studia v oborech sociologie, psychologie a komunikace. Mezi sociologickými studiemi jej Barbara Suczeková rozpoznala jako, podle Schaffnerova popisu, současné čtení „archetypálního mýtu, v němž krásný mladík umírá a je vzkříšen jako bůh.“ Psychologové Ralph Rosnow a Gary Fine přisuzovali jeho popularitu částečně sdílenému, zástupnému prožitku hledání stop bez následků pro účastníky. Uvedli také, že pro generaci nedůvěřivou vůči médiím po zprávě Warrenovy komise se jí dařilo v atmosféře poučené „propastí důvěryhodnosti v době prezidentství Lyndona Johnsona, široce rozšířenými fámami po smrti Martina Luthera Kinga Jr. a Roberta F. Kennedyho, stejně jako útoky yippies a Spira Agnewa na přední mediální zdroje.“ Americká společenská kritička Camille Paglia lokalizuje fenomén do starořecké tradice symbolizované Adonisem a Antinem, kterou reprezentuje kult rockové hudby „krásných dlouhovlasých chlapců, kteří fascinují obě pohlaví“, a dodává: „Není náhodou, že to byl Paul McCartney, 'nejroztomilejší' a nejholčičtější (most girlish) z Beatles, kdo inspiroval falešnou fámu, která se v roce 1969 rozšířila po celém světě, že je mrtvý.“
Konspirační teorie nepřestala inspirovat k analýzám ani v 21. století, kdy publikovali studie mimo jiné Andru J. Reeve, Nick Kollerstrom a Brian Moriarty a vznikla exploatační díla v médiích mockumentary a dokumentárních filmů. V roce 2016 napsal životopisec Beatles Steve Turner, že „teorie má stále sílu znovu vzplanout k životu.“ Citoval článek časopisu Wired Italia z roku 2009, v němž byla uvedena analýza dvou konzultantů v oblasti forenzního výzkumu, kteří porovnávali vybrané fotografie McCartneyho pořízené před jeho údajnou smrtí a po ní pomocí měření rysů lebky. Podle zjištění vědců muž zobrazený na snímcích po listopadu 1966 nebyl stejný.
Podobné fámy se týkaly i dalších celebrit, včetně nepodloženého tvrzení, že kanadská zpěvačka Avril Lavigne zemřela v roce 2003 a nahradila ji osoba jménem Melissa Vandella. V článku o posledně jmenovaném fenoménu popsal deník The Guardian hoax o McCartneym z roku 1969 jako „pravděpodobně nejznámější příklad“ celebrity, která se stala středem zájmu „(zcela neověřené) konspirační teorie.“ V roce 2009 zařadil časopis Time tuto teorii mezi deset „nejtrvalejších konspiračních teorií na světě.“